# 벨기에 왕립 축구 협회
벨기에 왕립 축구 협회(네덜란드어: Koninklijke Belgische Voetbalbond, KBVB; 프랑스어: Union Royale Belge des Sociétés de Football Association, URBSFA; 독일어: Königlicher Belgischer Fußballverband, KBFV)는 벨기에의 축구 협회이다. 본부는 브뤼셀에 두고 있으며, 보두앵 국왕 경기장에서 멀지 않은데에 위치하고 있다. 2020년 기준으로, 협회 회장은 메흐디 바야트가 맡고 있다.

## 주관 대회
벨기에 왕립 축구 협회는 벨기에의 남자와 여자 그리고 청소년 국가대표팀을 관리한다. 또한 벨기에 축구 리그 시스템을 관리하며, 다음의 대회가 벨기에 왕립 축구 협회 관리하에 놓여 있다:
- 주필러 프로 리그
- 프록시무스 리그
- 디비전 1
- 디비전 2
- 디비전 3
- 지역 리그
- 크로키 컵
- 슈퍼컵
- 풋살 대회
- 여자 대회

## 회장
- 1895–1924: 에두아르 드 라블레이 남작
- 1924–1929: 조세프 둘트레몽 백작
- 1929–1937: 로돌프 윌리암 젤드레이어스
- 1937–1943: 오스카르 판 케스베크
- 1945–1951: 프랑새 데생
- 1951–1967: 조르주 에르메스
- 1967–1987: 루이스 바우터르스
- 1987–2001: 미셸 두게 남작
- 2001–2005: 얀 페터르스
- 2006–2017: 프랑수아 더 케르스메커
- 2017–2019: 제라르 리나드
- 2019–현재: 메흐디 바야트

## 수상
- 1992년, FIFA는 벨기에 왕립 축구 협회에게 FIFA 페어플레이상을 수상하였다.

## 논란
근래에 들어, 벨기에 축구 협회는 국가 센터 건립, 1부 리그 개편, 레네 판더레이컨 국가대표팀 감독의 해임 위약금, 그리고 매수 의혹을 받은 팀들의 잔류 결정 (여러 차례 포함된 퍼르브뢰더링 헤일을 포함하여) 등의 여러 구설수에 오르며 논란의 대상이 되었다.

### 국가 센터
네덜란드 협회 (KNVB)와 함께 UEFA 유로 2000을 조직한 후, 두 협회는 각각 €10M의 수익을 유소년 발전 기금에 사용하기로 결정하였었다. 그러나, 벨기에 왕립 축구 협회는 €10M의 기금 중 절반을 떼어 튀비즈에 국가 센터를 건립하기로 하였다. 그러나, 이 건물의 주춧돌은 2005년 4월 8일까지 놓이지 않았다.

### 헤일 - 나뮈르 승격 사건
2006-07 시즌 종료 후, 나뮈르와 페르브뢰더링 헤일 간의 3부 리그 최종전에서 헤일이 승리하였다. 그러나, 이 클럽은 라이선스를 획득하지 못해 2부 리그에 진출할 수 없었고, 이로 인해 나뮈르가 승격되었다. 헤일은 라이선스 항소 위원회에 항의를 통해 프로 라이선스를 획득하였고, 이후 2007년 7월에 나뮈르가 나뮈르 지역법원으로 판정의 요약에 질문을 던졌다.
나뮈르의 제소는 헤일의 라이선스 획득으로 기각되었으며, 나뮈르의 승격은 취소되었다. 축구 협회는 2008-09 시즌에 두 팀 모두 3부 리그에 소속될 것임을 밝혔다. 두 클럽은 다시 각각 나뮈르와 투른하우트 법원에 판정의 요약에 질문을 던졌다.
2007년 9월 7일, 나뮈르 법원은 최종 결론이 날 때까지 리그를 중지시켰다. 결국 두 클럽이 2부 리그로 승격되는 것으로 최종 결론지어졌고, 그 결과 3부 리그 팀은 일시적으로 16팀에서 15팀으로 줄었고, 반대로 2부 리그 팀은 18팀에서 19팀으로 증가하였다.

### 2006년 헤일 사건
2005-06 시즌 말, 2004-05 시즌에 헤일 선수들의 부패 문제가 도마 위에 올랐다. 축구 협회는 2부 리그를 3위로 마쳐 2부 리그 최종 라운드에 진출한 헤일을 최종 라운드에서 제외시켰고, 바슬란트로 대체시켰다. 헤일은 브뤼셀 법원에 항소하였고, 그 결과 헤일은 최종 라운드에 참가할 수 있게 되었다.